# Franklin (bilmärke)
Franklin Automobile Company var en amerikansk biltillverkare som byggde bilar i Syracuse, New York mellan 1902 och 1934. Franklin var kända för att använda luftkylda motorer.

## Bildgalleri

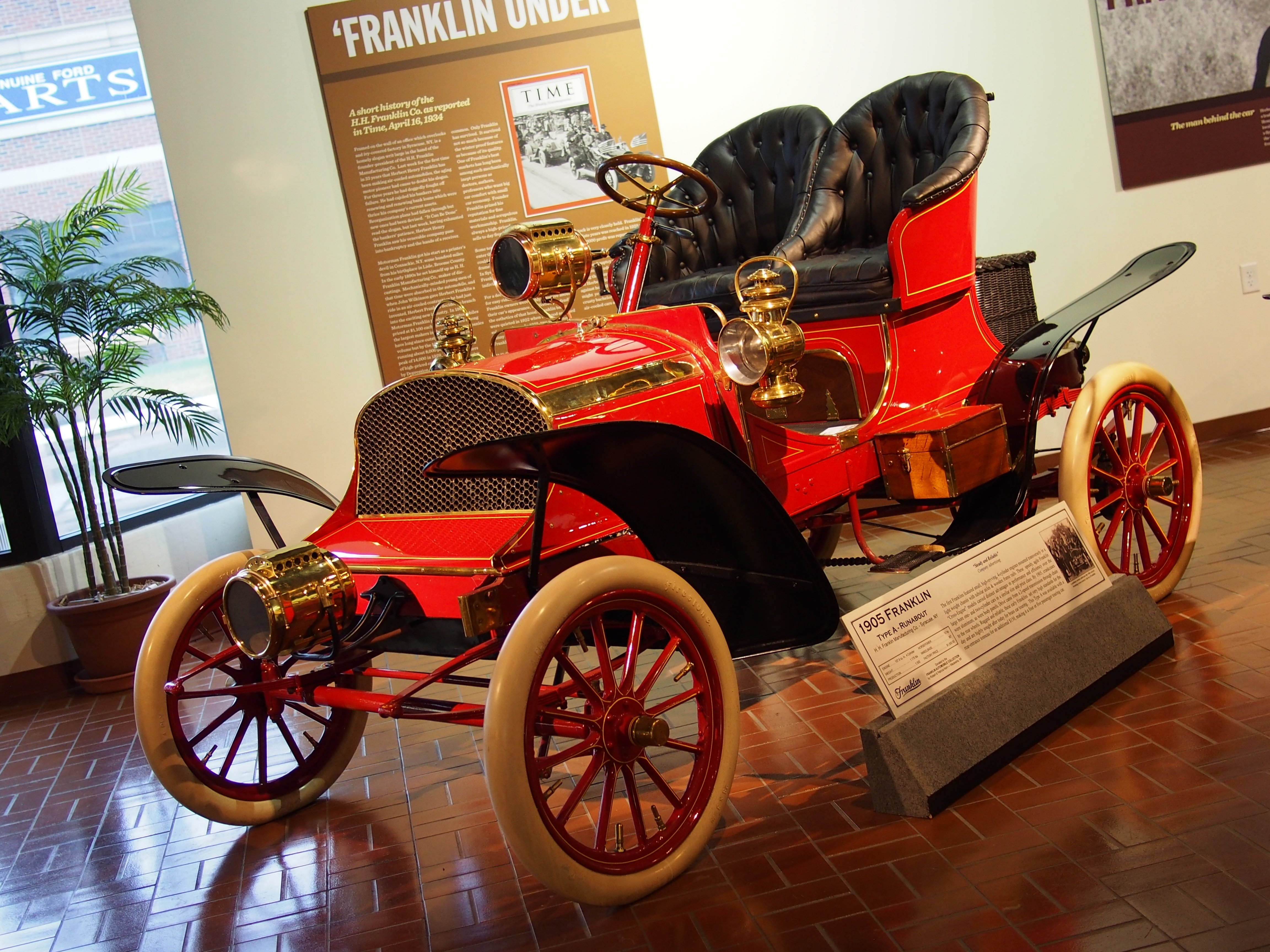
Franklin Type A 1905.
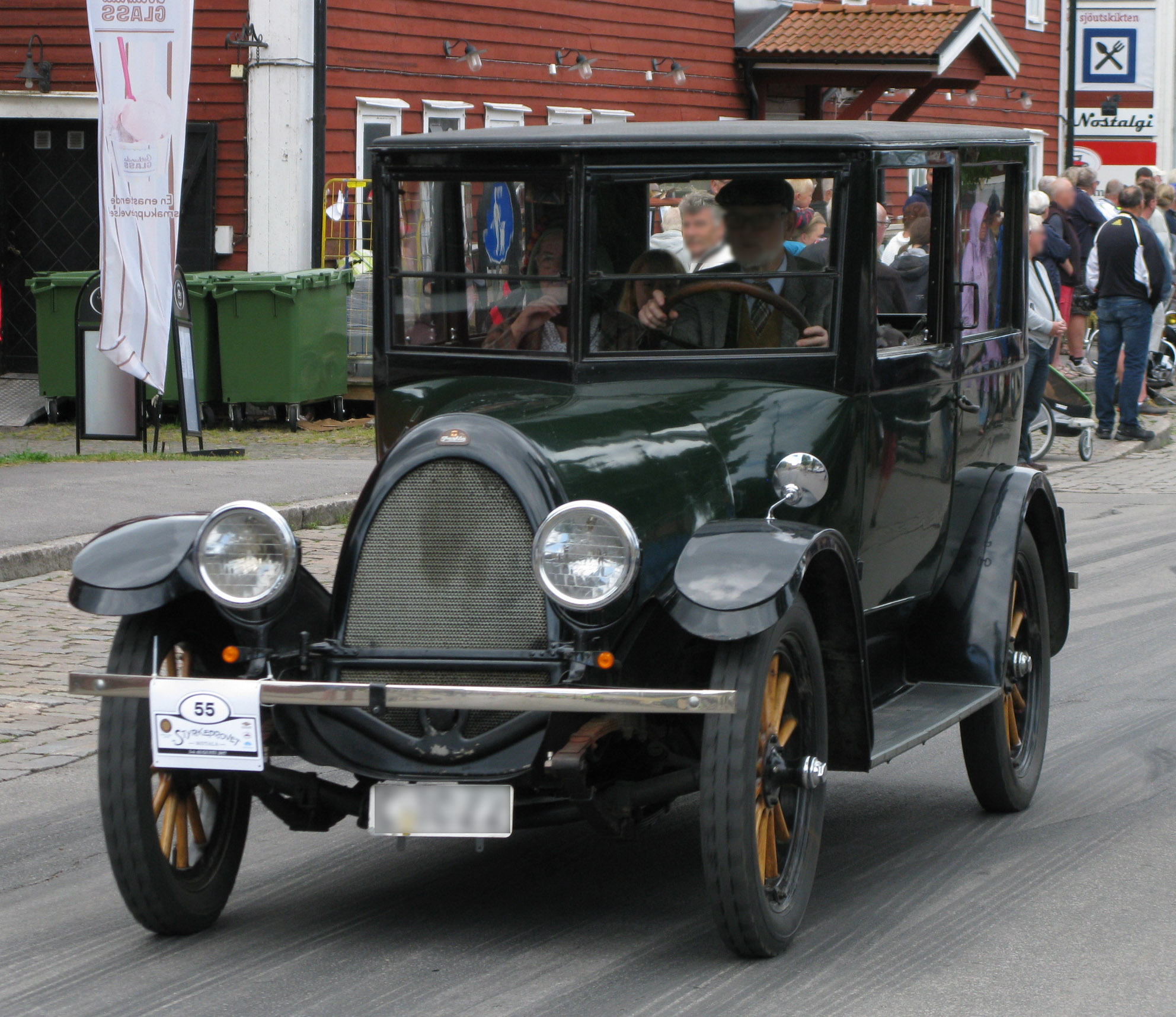
Franklin Series 9 1922.
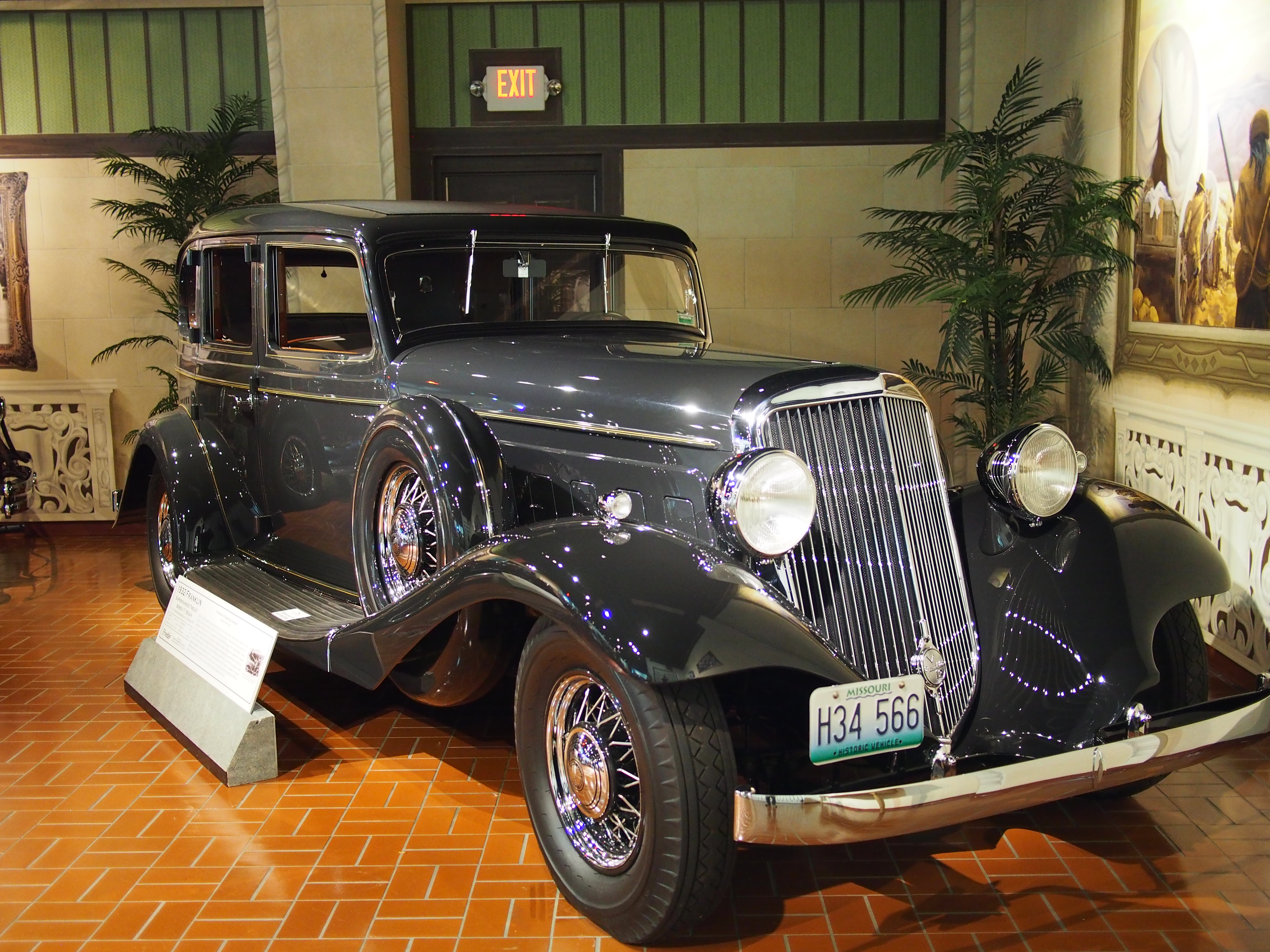
Franklin Twelve Series 17 1932.